# Échallens
Échallens ou Echallens  (/eʃalã/ ou /ɛʃalã/) est une commune suisse du canton de Vaud, située dans le district du Gros-de-Vaud dont elle est le chef-lieu.

## Géographie

### Situation
Échallens se trouve au cœur du Gros-de-Vaud, sur la région dite du plateau. Le centre du village, à la gare se situe à une altitude de 617 m. Le point culminant se trouve dans le Bois de la Commune, au bout du chemin du Grand Pic à une altitude de 670 m et le point le plus bas se trouve au pied du Mont Tessin à 594 m.
Échallens est bordé par six communes. Au sud se trouve la commune d'Assens, puis du sud-ouest jusqu'à l'ouest se trouve la commune de Saint-Barthélemy. Au nord ouest, la commune limitrophe est celle de Goumoëns, puis au nord du village il y a la commune de Villars-le-Terroir. Du nord-est jusqu'à l'est, il y a la commune de Montilliez et finalement, au sud-est se trouve la commune de Bottens. La carte ci-dessous représente symboliquement cette disposition.
| Goumoëns         | Villars-le-Terroir | Montilliez |
| Saint-Barthélemy | Échallens          | Montilliez |
| Saint-Barthélemy | Assens             | Bottens    |

### Cours d'eau
Deux rivières passent par Échallens. La plus importante est le Talent, qui entre depuis Malapalud par le Bois de la Commune. Dans la forêt, ll fait aussi office de limite communale avec Montilliez sur sa rive droite et Échallens sur sa rive gauche. Puis, le Talent entre en zone construite à côté du tennis du village. Il passe alors sous la route cantonale R440c, ou Route de Moudon, puis longe entre les lieux-dits Sur Roche et Au Grésaley. De là, il passe sous la route cantonale R401a ou Route d'Yverdon. Après avoir longé le lieu-dit Pré-Bacon, il passe sous une troisième et dernière route cantonale sur le territoire de la commune. Il s'agit de la route cantonale R299c, ou Route d'Orbe. À la suite de cela, il passe derrière le château et arrive vers la station d'éupration (STEP) de la Clopette avant de quitter la commune d'Échallens.
L'autre rivière est la Mortigue. Elle se situe au sud du village, au lieu-dit Les Brits, là où elle prend source. Cette rivière quitte le territoire de la commune près du lieu-dit Mont Tessin, qui se trouve sur la commune de Saint-Barthélemy.

### Transports
Plusieurs sociétés de transports sont établies à Échallens dont notamment la société Marti transports qui dispose d'un dépôt pour ses autocars ainsi que le service routier du LEB assurant le transport de marchandises dont le dépôt se trouve à côté de la gare d'Échallens.
La commune est sur la ligne ferroviaire Lausanne-Échallens-Bercher (LEB). Trois stations du LEB se situent sur le territoire de la commune : la halte du Grésaley, la halte de Sur Roche ainsi que la gare d'Échallens. Cette dernière assurant aussi les correspondances avec les cars postaux. Ceux-ci desservent les liaisons avec Chavornay (ligne 10.420), Thierrens (ligne 10.428) et Yverdon-les-Bains (ligne 10.670).

## Toponymie
Le toponyme de la commune, qui se prononce /eʃalã/ ou /ɛʃalã/, est formé à l'origine du nom de personne germanique masculin Scarilo et du suffixe toponymique germanique -ingos. Ce type de nom est adopté dans l'espace galloroman à partir du VIe siècle. La forme actuelle est attestée depuis le XIIIe siècle.
Parmi les plus anciennes occurrences de ce toponyme, on trouve en 1141 capella de Charlens ; en 1177, Uldricus miles de Escharlens ; en 1228, Eschallens ; en 1279, Eschalleins ; en 1315, Echallens. À l'époque bernoise, une forme allemande était également utilisée, Tscherlitz.
La commune se nomme Ètsalyin en patois vaudois.
Son ancien nom allemand est Tscherlitz.

## Histoire
À l'origine les plateaux du Jorat et du Gros-de-Vaud appartiennent à plusieurs seigneurs ecclésiastiques et séculiers tels que l'évêque de Lausanne, les sires de Grandson, de Belmont, de Montfaucon, d'Aubonne et de Cossonay. C'est dans cette région que sera formée la seigneurie d’Échallens, sur le versant occidental du Jorat, par une concession de Rodolphe III, dernier roi de Bourgogne, et d'Henri IV, empereur du Saint-Empire romain germanique, à l'intention de l'évêque de Lausanne au XIe siècle.
Dès le XIIe siècle des conflits se créent entre les partisans des comtes de Bourgogne, possesseurs des terres d'Orbe et d'Yverdon, et ceux des ducs de Zähringen, recteur impériaux de la transjurane tenant Moudon et la vallée de la Broye. Pour mettre un terme à ces conflits Frédéric Barberousse impose une séparation en deux zones de la région : l'une orientale et l'autre occidentale. Dès lors naissent le Jorat de l'évêque et le Jorat d'Échallens. La région est alors principalement occupée par de grandes forêts : celle de Dommartin (qui de cette commune s'étend jusqu'à Sugnens, Fey et Rueyres), celle de Vuarrens et d'Essertines, celle de Buron (qui occupait les terres de Goumoëns-la-Ville et de Penthéréaz) et celle d'Orjulaz (couvrant les communes d'Oulens, de Bretigny, de Bioley et d'Étagnières). Les deux premières appartiennent au domaine de l'évêque de Lausanne et les deux autres sont dans le domaine royal et des grands vassaux. Ainsi donc c'est dès le début de ce siècle que les églises, les châteaux et les villages du Jorat vont être édifiés.
À cette époque Échallens n'a qu'une chapelle (la capella de Charlens) filiale de l'église de Goumoëns-la-Ville, petit à petit la communauté va prendre de l'importance jusqu'à devenir chef-lieu de la seigneurie féodale du même nom du fait de sa position au centre des possessions des Montfaucon. La date de construction du château est incertaine, ce n'est qu'en 1273 qu'il en est fait mention dans une charte du castrum d'Échallens, mais il appartient aux Montfaucon et se dresse non loin du bourg au bord d'un escarpement au pied duquel coule le Talent. Il sera presque entièrement rebâti au milieu du XVe siècle par Louis II de Chalon-Arlay pour ensuite être utilisé par les baillis bernois et fribourgeois. Ce sont eux qui feront bâtir à neuf le corps de logis, sur la face nord, au XVIIIe siècle.
Au XIIIe siècle Échallens comprend le château, le village et le bourg. Ce dernier est entouré d'une clôture et fermé par deux portes aux extrémités de la rue principale. Au XIVe siècle Girard de Montfaucon l'agrandira et le réunira au château avant de fermer le tout par une muraille et des fossés. Les travaux sont à peine achevés que la peste s'abat sur la ville en 1348 et 1349. Deux ans plus tard Girard et Jacquette de Grandson, sa femme, accordent au bourg les franchises de Moudon ce qui permet à Échallens de se développer rapidement, il devient chef-lieu d'un district féodal étendu et le principal marché du Jorat comprenant plusieurs moulins, de l'artisanat et des produits de la pêche. Il est aussi le siège d'une justice civile et criminelle. Un autre ouvrage fortifié dépend de celui d'Échallens, il s'agit du château de Goumoëns-le-Châtel (actuellement Saint-Barthélemy) élevé au milieu des bois sur un mont bordé sur trois côtés par le Talent ; Ebald de Gumoëns-le-Châtel, qui avait reçu ces terres de l'abbatiale de Romainmôtier en 1265, déclarait relever du château d'Échallens. Enfin plusieurs fiefs dépendent du bailliage d'Échallens : le Châtel-Dessous de Bretigny, Goumoëns-la-Ville, Éclagnens et Goumoëns-le-Jux avec sa maison-forte nommée Le Crau.
Les terres du bailliage sont très étendues aussi les sires de Montfaucon vont-ils remettre l'administration et la garde de ces domaines à des gentilshommes vassaux (nommés milites) ou à des habitants libres (ministri), les principaux sont les nobles de Goumoëns et ceux de Cicon. Ils doivent aussi veiller aux revenus de ces terres, tels que le droit de couper du bois, de faire paître les troupeaux, de récolter le miel et la cire des abeilles sauvages, de ramasser les glands et les faînes, de chasser le petit gibier et de faire des essarts. Au long du temps toutes ces redevances constituèrent des grandes dîmes réunies en un fief relevant du château d'Échallens et à chaque mutation de seigneurs les nobles tenant ce fief s'engageaient à donner à leur seigneur une mule blanche ferrée d'argent, ce présent sera ensuite remplacé par un faucon-gentil (dressé à la chasse) ; en 1517 ce fief valait six mille florins d'or.
En 1351 le bourg d'Échallens est élevé en commune libre grâce à sa charte de franchise, les habitants sont donc désormais exonérés de la taille et de la mainmorte, deux foires sont autorisées ainsi qu'un marché hebdomadaire. Dès lors la ville comprend deux sortes d'habitants, les bourgeois qui demeurent dans l'enceinte du bourg et les forains logeant à l'extérieur et qui ne bénéficient pas des franchises.
Le sobriquet des Challensois est Lè Rondze-Moulet, signifiant en francoprovençal les ronge-mulets. En effet, comme l'explique Charles-Roux dans son livre sur les noms et sobriquets vaudois :
« La légende dit qu'on y aurait mangé du mulet. »
— Charles Roux, Noms et sobriquets des vaudois, Cabédita, 2007, p. 39

## Politique
Échallens dispose d'un organe législatif : le Conseil communal, doté de 60 membres, et d'un organe exécutif : la Municipalité, comptant 5 membres. L'organe législatif est élu au système proportionnel et l'organe exécutif, au système majoritaire à deux tours. Les mandats législatifs et exécutifs durent tous les deux 5 ans,.

### Conseil communal
Le Conseil communal d'Échallens se réunit selon un calendrier de séances prédéfini. Ses compétences principales sont :
- le contrôle de la gestion
- les propositions de dépenses extra-budgétaires
- le projet de budget et des comptes
- le projet d'arrêté d'imposition
- l'acquisition et l'aliénation d'immeubles, de droits réels immobiliers

Les 60 membres du Conseil communal sont élus selon le système de la représentation proportionnelle. Actuellement, le conseil se compose de 5 partis politiques :
- Entente communale d'Echallens
- Echallens Autrement
- Socialistes, verts et indépendants
- UDC / PAI (Union démocratique du centre)
- Ecologie et citoyenneté

| Parti                              | Sièges |
| ---------------------------------- | ------ |
| Entente communale d'Echallens      | 32     |
| Echallens Autrement                | 9      |
| Socialistes, verts et indépendants | 9      |
| Union démocratique du Centre       | 5      |
| Ecologie et citoyenneté            | 5      |

## Population et société

### Gentilé et surnoms
Les habitants de la commune se nomment les Challensois ou les Échallensois.
Ils sont surnommés les Rondze-mulets (patois vaudois signifiant les ronge-mulets), ainsi que lè Tsalin (les Éclairs). Ils partagent le premier surnom avec les habitants de Dully.

### Démographie

#### Évolution de la population
La commune compte 6 570 habitants au 31 décembre 2023 pour une densité de population de 986 hab/km2. Sur la période 2010-2023, sa population a augmenté de 26,6 % (canton : 18,6 % ; Suisse : 9,4 %).  La population challensoise a été relativement stable autour de 1 000 habitants depuis la seconde moitié du XIXe siècle jusqu'à celle du XXe siècle. Depuis les années 1960 la population de la commune ne cesse de croître. Cela est dû en partie au fait que le village dispose de tous les services de proximité et qu'il est relié à Lausanne par le LEB. Cette augmentation est à mettre en relation avec le dépassement du million de passager transportés par le LEB en 1962.

#### Pyramide des âges
En 2023, le taux de personnes de moins de 30 ans s'élève à 37,2 %, au-dessus de la valeur cantonale (34,6 %). Le taux de personnes de plus de 60 ans est quant à lui de 21,4 %, alors qu'il est de 22,5 % au niveau cantonal.
La même année, la commune compte 3 172 hommes pour 3 398 femmes, soit un taux de 48,3 % d'hommes, inférieur à celui du canton (49,1 %).
| Hommes | Classe d’âge | Femmes |
| ------ | ------------ | ------ |
| 0,2    | 90 ans ou +  | 1,0    |
| 6,6    | 75 à 89 ans  | 7,5    |
| 13,6   | 60 à 74 ans  | 13,8   |
| 20,6   | 45 à 59 ans  | 22,0   |
| 20,6   | 30 à 44 ans  | 19,8   |
| 20,7   | 15 à 29 ans  | 20,0   |
| 17,8   | - de 14 ans  | 15,8   |

| Hommes | Classe d’âge | Femmes |
| ------ | ------------ | ------ |
| 0,6    | 90 ans ou +  | 1,4    |
| 6,5    | 75 à 89 ans  | 8,7    |
| 13,5   | 60 à 74 ans  | 14,3   |
| 20,9   | 45 à 59 ans  | 20,9   |
| 22,3   | 30 à 44 ans  | 21,7   |
| 19,6   | 15 à 29 ans  | 17,7   |
| 16,6   | - de 14 ans  | 15,3   |

### Écoles
Jusqu'en juillet 2013, la commune compte une école primaire, l'établissement scolaire primaire et secondaire d'Échallens-Poliez-Pittet, Collège de Court Champ réparti en deux lieux sur Échallens : Court-Champ et le Château ; ainsi qu'une école secondaire, l'établissement scolaire secondaire des Trois Sapins. Dès le 1er août 2013, les établissements scolaires se réorganisent et l'établissement primaire et secondaire d'Échallens-Poliez-Pittet devient entièrement primaire et change de nom : établissement primaire d'Échallens - Émile Gardaz.

### Médias
L'Écho du Gros-de-Vaud est un hebdomadaire tout ménage servant de feuille d'annonces et d'organe officiel pour les communes du district du Gros-de-Vaud et environs représentant cinquante-quatre localités. Ce journal a été fondé en 1930 par l’imprimeur-éditeur André Hol à Échallens. Il a notamment publié régulièrement durant vingt ans des textes d’Émile Gardaz accompagnés de photos de Paul Cornaz.

### Clubs sportifs
- Football Club Échallens Région (FCER)
- Vélo club Echallens (VCE)
- Echallens basket clu] (EBC)
- Badminton club du Gros-de-Vaud
- Echallens Natation
- Tennis club Echallens
- Tir sportif Echallens[19]

### Sociétés et associations culturelles
- Chœur mixte « La Talentelle »
- Chœur mixte « Sainte Cécile »
- Conservatoire des Régions Gros-de-Vaud
- Harmonie (fanfare) municipale « La Lyre »
- Echallens chess club
- Groupe de danses folkloriques « Lè Tsalèin »
- Association des Amis du Cinéma d'Echallens (AACE)
- Association des paysannes vaudoises
- Ludothèque régionale d'Echallens
- Société de Jeunesse d'Echallens[20]

## Culture et patrimoine

### Patrimoine bâti

#### Architecture religieuse
Depuis l'introduction de la réforme par les Bernois en 1536 jusqu'à la création du canton de Vaud, Échallens est un bailliage commun entre Leurs Excellences de Berne — protestantes — et  les autorités de Fribourg — catholiques. Ce territoire a donc un statut d'exception où le protestantisme n'est pas rendu obligatoire, mais où les deux confessions cohabitent, se partageant longtemps les lieux de culte. Ainsi subsiste un patrimoine religieux exceptionnel sur territoire vaudois.
Il existe une Confrérie réformée d'Échallens au moins depuis 1676. Dans les premiers temps, les six membres de la Confrérie Réformée d'Échallens sont chargés en outre de visiter les écoles de trois mois en trois mois, afin que "les enfants soient bien instruits en la piété et crainte du Seigneur, catéchisés, et bien enseignés à lire et à escrire". Pour devenir membre de la Confrérie, on payait un "entrage". Cette finance s'ajoutait aux biens de la Confrérie, que l'assemblée misait pour les faire valoir ; c'était une méthode de placements des capitaux. Les membres de la Confrérie devaient être bourgeois d'Échallens jusqu'en 1864, date à laquelle on décida que pouvaient être reçus au nombre des confrères "tous les citoyens légalement domiciliés dans la commune d'Échallens, professant la religion protestante réformée et qui s'y font agréer". Elle fonctionne comme autorité de l'Église jusqu'en 1863, date de la création dans le Canton des Conseils de paroisse. Actuellement le Conseil de paroisse s'occupe de tout ce qui touche à la vie religieuse de la communauté réformée quant à la Confrérie, elle a la responsabilité du temple et assure les frais de culte.
Église réformée. L'église réformée, néo-romane, à clocher porche, est bâtie en 1864-1865 selon les plans de l'architecte Louis Joël. Vitraux de 1958 par Casimir Reymond.
Église catholique. L'ancienne église catholique, agrandie en 1726, est remplacée en 1882 par un édifice néogothique dessiné par l'architecte Émile Vuilloud. La nef est agrandie après un incendie en 1956. Construction alors aussi du clocher-baptistère par Fernand Dumas. Vitraux de 1946 par Gaston Thévoz, de 1966 par Albert Chavaz, de 1956 par Émile Aebischer, dit Yoki.
Église évangélique. En décembre 1993, des membres de l'Église de Prilly-Broye fondent l'Église évangélique d'Échallens, qui prend rapidement ses quartiers à la Place de l'Hôtel de Ville 8. Membre de la FREE (Fédération Romande d’Églises Evangéliques), elle rassemble actuellement plusieurs centaines de personnes.
Ancienne chapelle de l’Église libre. Place du Château 12. Cette chapelle-presbytère a été construite en 1868 par l'architecte Jules-Louis Verrey. Après la fusion de l’Église libre avec l’Église évangélique réformée vaudoise (EERV) en 1965, ce lieu de culte a été désaffecté. Devenu d'abord Maison de la Jeunesse, il a été revendu à la commune qui le réaffecte en école.

#### Architecture civile
Le bourg comporte un certain nombre de bâtiments classés biens culturels d'importance régionale.
- L'hôtel de ville est rebâti en 1781 par les frères Jaccard et le fronton retouché en 1798 en y gravant des emblèmes révolutionnaires. La façade sud-ouest est reconstruite en 1856-1858 sous la direction de l'architecte Louis Wenger, avec un clocheton à horloge pour remplacer le mécanisme qui se trouvait sur la tour porte de ville démolie en 1856[25].
- Une ferme (place de l'Hôtel de Ville 5), bâtie en 1837, abrite le Musée du Blé et du Pain depuis 1989.
- Grand-Rue 13, l'ancienne maison Mestrezat, élevée vers 1755, affiche la plus ancienne façade classique de la région, avec un avant-corps axial sommé d'un fronton, copiant celui de l'hôtel de ville[25].

#### Lieux culturels
Cinéma. Ce bâtiment, construit en 1945 selon les plans de l’architecte lausannois Marcel Mayor, est inauguré à fin 1946. Après plusieurs changements d’exploitant, l'édifice est racheté en 1991 par la commune d’Échallens. La salle est alors animée par un responsable particulier, puis, depuis 2011, par une association.
La Maison du blé et du pain résulte d'une première Fête du blé et du pain, en 1978. Gérée par une association créée en 1982, cette boulangerie fait vivre le Musée Suisse du Blé et du Pain, qui met en valeur un patrimoine relatif à la meunerie et à la boulangerie.
La commune compte également une bibliothèque régionale.
L'ancien hôtel des Balances, la maison Bezençon et le temple : tous ces bâtiments sont classés biens culturels d'importance régionale.

### Manifestations et évènements
- Marchés folkloriques, tous les jeudis du mois de juillet
- Comptoir régional d'Échallens

#### Fête du Blé et du Pain
La Fête du Blé et du Pain est une fête dédiée au blé et au pain et aux métiers du paysan, du meunier et du boulanger. Elle est inscrite à l'inventaire cantonal du patrimoine immatériel du canton de Vaud. Elle est inspirée de la fête des vignerons à Vevey.
La fête est constituée d’un spectacle (2008 : 16 auteurs et artistes, 425 figurants, 630 chanteurs), d’un cortège et de journées consacrées à la présentation du monde agricole et artisanal (avec visites de moulins et dégustations). Elle s'étend dans tout le village d'Échallens sous forme de différents caveaux et cantines tenus par les sociétés locales où sont servis produits du terroirs et spécialités locales.  
Elle a lieu en principe tous les 10 ans au mois d’août depuis 1978 et est composée de plus de 1000 figurants déguisés.
À la suite de la première édition l'envie de maintenir durant l'intervalle entre 2 fêtes la mémoire de la fête a donné lieu à la création du Musée suisse du Blé et du Pain en 1988 et des marché folkloriques d'Échallens chaque jeudi de juillet.

### Héraldique
| Blason de Échallens | Blason  | D'or au chêne arraché au naturel |
| Blason de Échallens | Détails | Les armoiries reprennent les emblèmes de la seigneurie de Montfaucon-Montbéliard alors suzerains d'Échallens. On trouve un premier sceau avec l'arbre au XVIe siècle. Les armoiries de la commune sont adoptées et approuvées par le canton de Vaud. |

## Galerie de photos

Échallens
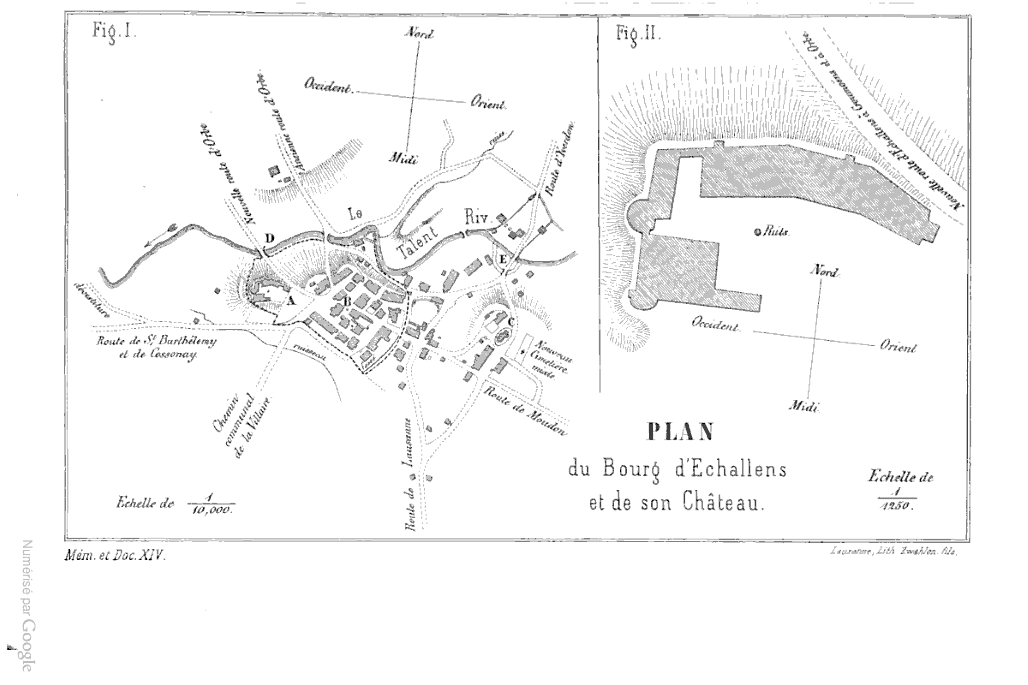
Plan du bourg et du château d'Échallens en 1856.
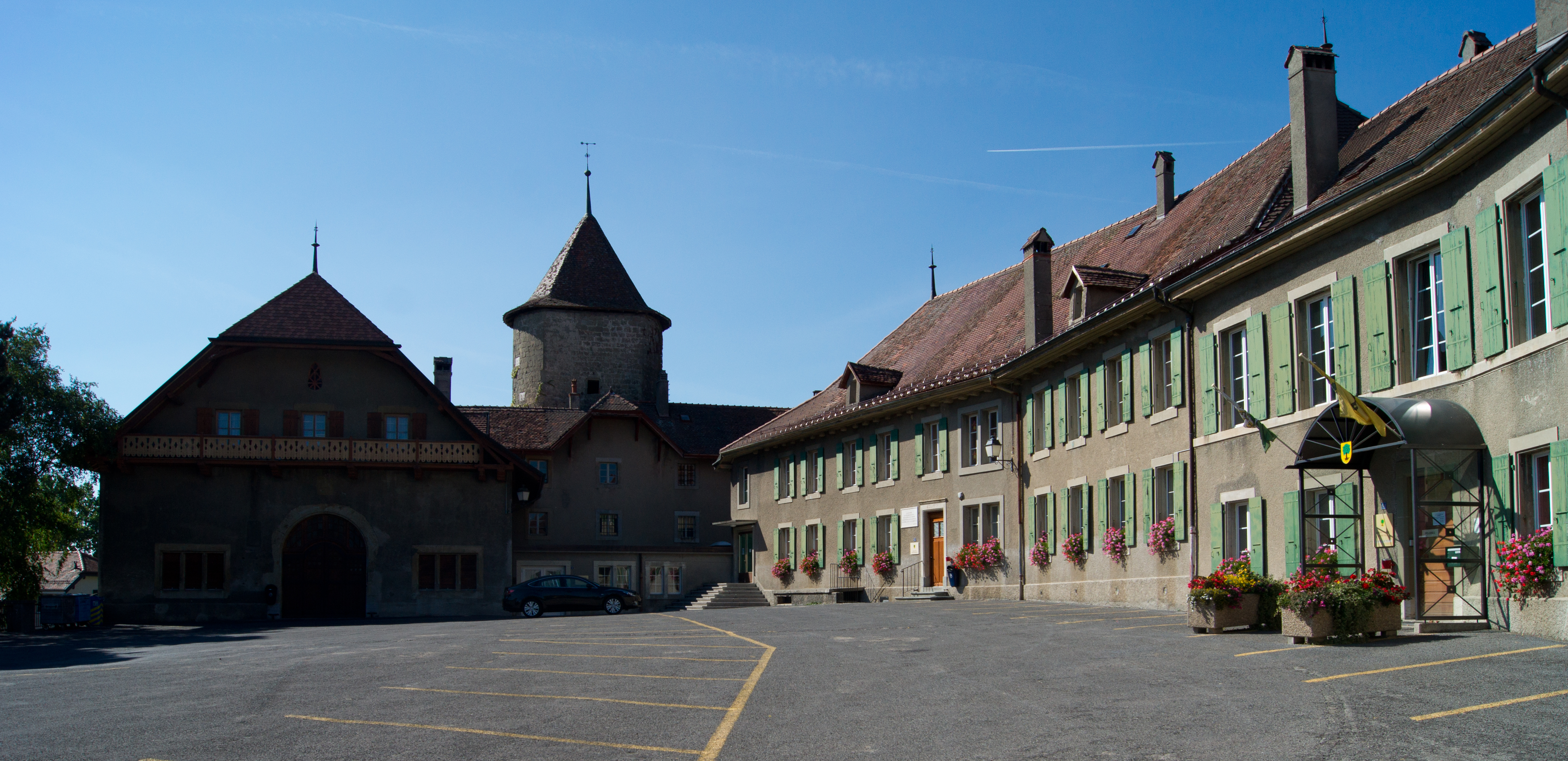
Cours du château d'Échallens.
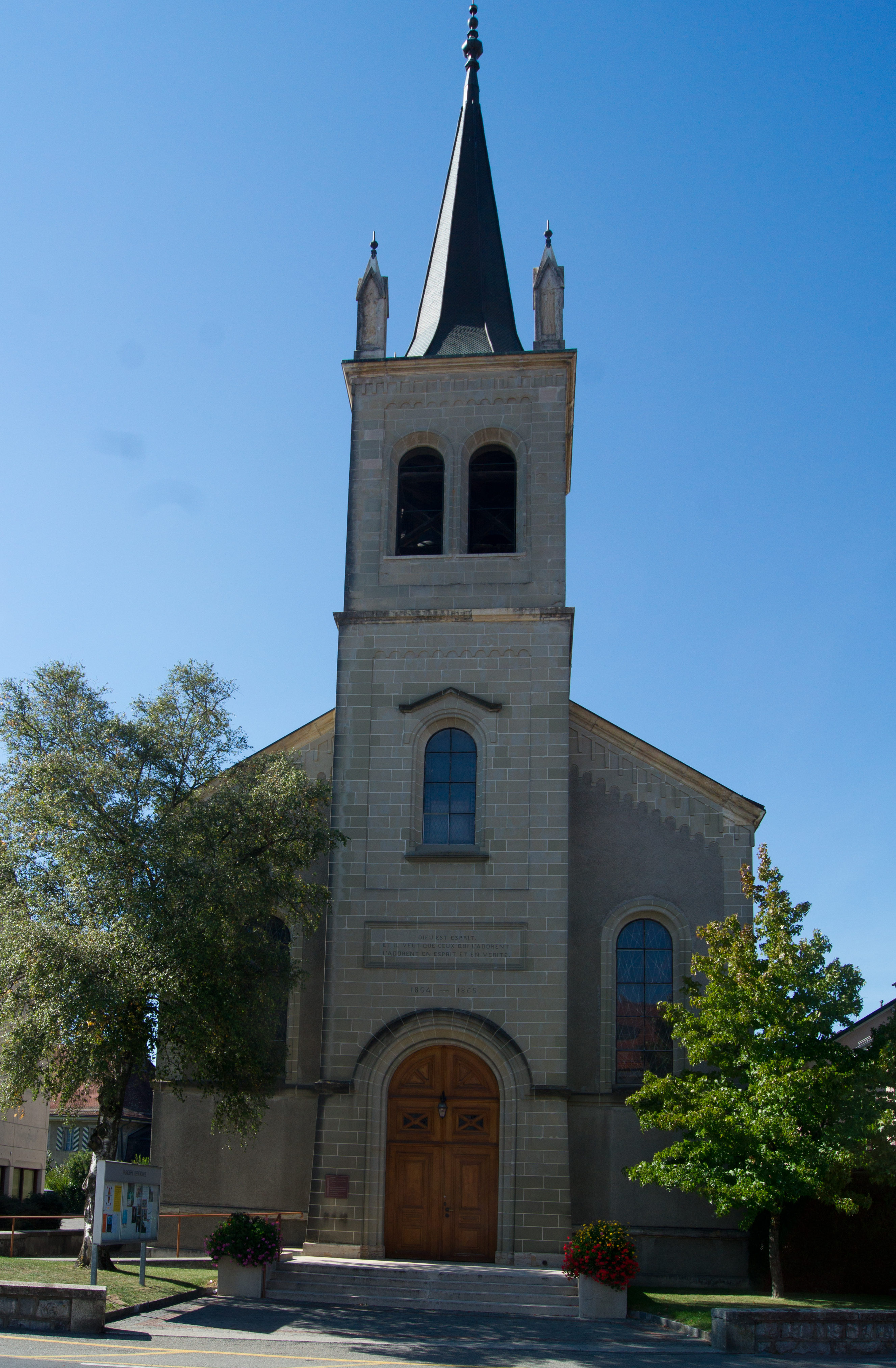
Vue du temple d'Échallens depuis la route de Lausanne.
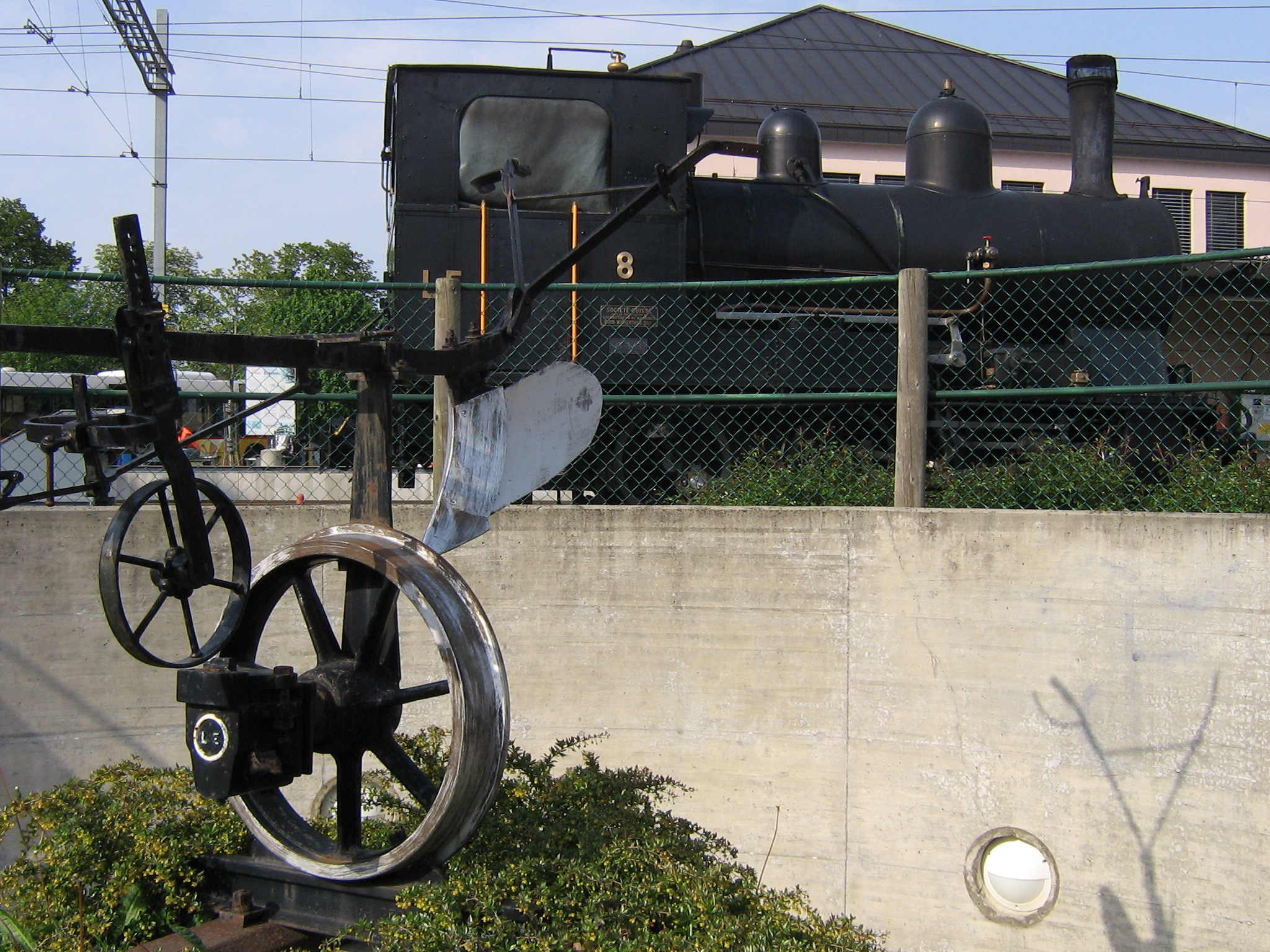
Au premier plan : sculpture faite à partir d'ancien matériel du chemin de fer du Mont-Cenis. À l'arrière : Locomotive G 3/3 8 Échallens à la gare d'Échallens.

### Archives
- Fonds : Confrérie réformée d’Échallens (1676-2003) [0.30 ml]. Collection : Archives privées; Cote : CH-000053-1 P Confrérie réformée d’Échallens. Archives cantonales vaudoises (présentation en ligne).